# Consulta popular de revocatoria en Lima de 2013
La consulta popular de revocatoria en Lima de 2013 fue una consulta ciudadana realizada en Lima Metropolitana el 17 de marzo de 2013. Este proceso electoral se convocó para decidir la remoción o permanencia de la alcaldesa Susana Villarán y de la totalidad de regidores de la Municipalidad Metropolitana de Lima por el resto de su período hasta diciembre de 2014.
Según resultados oficiales de la ONPE, la alcaldesa fue ratificada en el cargo por un estrecho margen (51.2%), mientras que fueron revocados 19 de los regidores pertenecientes a su partido Fuerza Social, entre los que se encontraban el teniente alcalde Eduardo Zegarra (50.3%) y la regidora Marisa Glave (50.3%). Asimismo, fue revocado también el regidor de oposición Luis Castañeda Pardo (52.5%), hijo del entonces exalcalde de Lima Luis Castañeda Lossio.

## Petición

### Antecedentes
Fue una consulta de revocatoria solicitada por la oposición, a la que encabezaban el abogado Marco Tulio Gutiérrez Martínez (excandidato a la alcaldía de La Molina en 1998 y al Congreso en 1990) en todo el aspecto mediático, y el pintor de paredes propagandísticas Carlos Vidal Vidal en todo lo documentario (único promotor legal y evasor de apariciones públicas), para intentar remover legalmente a la alcaldesa Villarán y a los regidores de la Municipalidad Provincial de Lima mediante el voto popular, en marzo de 2013 antes de que termine su periodo municipal 2011 - 2014.

### Fundamento legal
La institución democrática de consulta de revocatoria aparece en lo que sigue:
- Artº 31 de la Constitución Política del Perú, promulgada el 29 de diciembre de 1993
- Ley N.º 26300 de los Derechos de Participación y Control Ciudadanos
- Ley N.º 27520
- Ley N.º 29313

### Recolección de firmas de la oposición
La ley electoral exigía la recolección de 400 000 firmas como mínimo de la población limeña para poder activar el referendo que debía realizarse en el segundo o tercer año de gestión de la alcaldesa. Así, la oposición conformada por ciudadanos independientes y liderada por los anteriormente mencionados dirigentes opositores, decidió anunciar y posteriormente iniciar la labor de recolección de firmas.
Por su parte la autoridad municipal advirtió que la revocatoria sería grave para Lima, ya que las obras en marcha y futuras se paralizarían, y afirmó que los que apoyan la revocatoria en su contra lo hacen porque ella no acepta arreglos bajo la mesa.
Los opositores a la gestión municipal de la alcaldesa, Susana Villarán, anunciaron que empezarían a recolectar las firmas, en diciembre de 2011 e iniciaron la reunión de estas enero del año siguiente.
Las formas de pedir las firmas fueron muy diversas. Se recorrieron plazas, parques y mercados. Las personas que deseaban firmar para apoyar el proceso de revocatoria podían acercarse a lugares aglomerados para tal fin, debiendo estos ser controlados por personas capacitadas y autorizadas.
La recaudación de firmas culminó a inicios de abril y estas fueron entregadas al Registro Nacional de Identificación y Estado Civil (RENIEC) el día 5 del mismo mes. Posteriormente la entidad validó las firmas. Luego estas tenían que ser validadas o invalidadas por el Jurado Nacional de Elecciones (JNE). Si la institución daba luz verde al proceso revocatorio se debía convocar a un referendo consultivo.
El 13 de octubre se dio a conocer a la ciudadanía a través de los medios de comunicación que el 17 de marzo se convocaría a referendo consultivo para decidir la destitución o permanencia de la autoridad edil. La fecha se decidió a través de un acuerdo (oral) entre los miembros de la institución electoral el mismo día del anuncio.
El 13 de noviembre, el Jurado Nacional de Elecciones ratificó el proceso de revocatoria y la fecha anteriormente mencionada.

#### Denuncias por falsificación de firmas
El teniente de alcalde, Eduardo Zegarra, anunció el 25 de mayo que denunciarían a los promotores de la revocatoria, Carlos Vidal como responsable legal del proceso revocatorio y a otras 48 personas por haber manejado los planillones en los que se detectaron las irregularidades. No se pudo denunciar a Marco Tulio Gutiérrez, debido a que no tiene ninguna representación legal sobre el kit electoral adquirido para ello, no obstante, podría haber estado sujeto a alguna investigación, si así lo hubieran considerado pertinente las autoridades judiciales.
Mencionó también que muchos ciudadanos habían sido registrados como contribuidores a la revocatoria en contra de su voluntad y que la RENIEC habría encontrado válidas menos de 400 000 firmas y que por eso el proceso revocatorio debía haber sido truncado en ese momento.
Poco días después del anuncio la policía encontró a un adolescente de 17 años llenando padrones con firmas falsificadas. Fue llevado a la Central de la Dirección Nacional de Criminalística (DIRINCRI) y liberado a las pocas horas.

#### Reclamos por el financiamiento de la revocatoria
Tanto personeros del partido Fuerza Social como regidores de la Municipalidad de Lima solicitaron públicamente a los medios de prensa y a la Unidad de Inteligencia Financiera de la Superintendencia de Banca y Seguros que se investigue la procedencia de los fondos de la revocatoria. Argumentaban que ni Marco Tulio Gutiérrez ni Carlos Vidal disponían de medios económicos para sustentar la campaña de la revocatoria (recolección de firmas, regalo de víveres a firmantes, paneles publicitarios, publicidad en TV). Por otra parte ambos revocadores evitaban contestar este punto. 
Se sospechaba de que el exalcalde Luis Castañeda Lossio estaba detrás del financiamiento de la revocatoria, sobre todo porque así lo declaró uno de los impulsores de la revocatoria, Edwin de la Cruz, el 20 de febrero de 2012 tras pedir además la invalidez del kit de firmas que él mismo solicitó a la ONPE (esto luego de la difusión de una grabación oculta donde se escuchaba a Marco Tulio Gutiérrez decir que, al margen de la gran campaña por la revocatoria y sus diarias críticas en TV y radio a la gestión de Villarán, su verdadera intención no era la revocatoria sino publicitar su instituto IPAM) pero ni la Superintendencia ni el Poder Judicial ni el JNE pudieron investigar la procedencia de los fondos para la revocatoria. La mayor parte de los medios de prensa en Lima tampoco fueron insistentes en cuestionar el tema.
También se acusó del financiamiento de la revocatoria a las empresas contrarias a la Reforma del Transporte de Lima iniciada por la gestión de Villarán en marzo de 2011 (destacando la empresa limeña de transporte urbano Orión con más de cuatro mil papeletas acumuladas y accidentes fatales cada año), y también a los comerciantes del ex-centro de abastos de La Parada (1945-2014) en el actual Parque del Migrante (La Victoria), que se opusieron a su traslado al Gran Mercado Mayorista de Lima (Santa Anita) hasta octubre de 2012. Debido a las condiciones insalubres, mafias lotizadoras y elevados índices delictivos de La Parada, se intentó su desalojo desde 1968. Este tema fue además una de las principales críticas contra Villarán durante la revocatoria, ya que si bien la gestión de Villarán había ganado decenas de juicios, hábeas corpus y acciones de amparo interpuestos por los comerciantes, los tres días que duró el operativo de bloqueo de acceso de camiones a la zona rígida de La Parada (25-27 de octubre de 2012) colocando bloques de concreto, implicaron hechos muy violentos entre la policía (no serenos) y cientos de delincuentes contratados. Todo esto significó un costo político para la alcaldesa ya que los revocadores y la prensa limeña en general criticaron a Villarán por la violencia y la demora del operativo.
 
Tras la consulta popular de revocatoria de marzo de 2013, un grupo reducido de comerciantes seguiría atrincherado en el ex-mercado La Parada amparados en una resolución favorable del 2 de abril de 2013 del juez Malzon Urbina, quien solicitó además la destitución de la alcaldesa de Lima por desacato a la autoridad. Estos hechos retrasarían el inicio de la construcción del actual Parque del Migrante José María Arguedas hasta marzo de 2014.

## Pedidos de nulidad
La ley electoral acepta los pedidos de nulidad en un proceso revocatorio.
El 27 de octubre se presentó el primer pedido de nulidad de la revocatoria al JNE, el tiempo para responder a este es de unos 30 días. El 27 de noviembre la institución electoral emitió su respuesta, en la que desestimó la nulidad del proceso electoral.
Pero al estar disconforme con la reacción de la institución, el oficialismo a la alcaldesa representó un pedido de nulidad el 30 de noviembre y la respuesta del JNE, emitida unos 30 días después de la solicitud, fue de seguir adelante con el proceso de revocación.

## Campaña revocatorial
La campaña en la capital peruana es muy polarizada, por lo que la ha dividido, y por ende esta división se extiende a todo el país; ciudadanos dispuestos a marcar el Sí y otros el No, el 17 de marzo de 2013 luchan por la victoria de la opción que consideran es mejor para la ciudad capital del país. La pregunta ¿Desea revocar a la alcaldesa? es la que leerán los ciudadanos limeños que acudan a las urnas el día de la consulta popular.

### Campaña por el Sí o remoción edil
Esta campaña que promueve la votación a favor de la destitución de Susana Villarán, está dirigida por el opositor, Marco Tulio Gutiérrez, principal promotor de la revocatoria y se llama "Rostros del Pueblo". La campaña empezó a activarse en enero de 2013. Uno de sus principales argumentos para intentar revocar de su cargo a la autoridad municipal es que paralizó las obras en marcha del anterior alcalde, Luis Castañeda Lossio, esto se realizó para permitir el avance de otras obras, como la Línea 2 del Metro de Lima, suspendiendo la del Metropolitano 2; otro argumento también es la baja aprobación de la alcaldesa, la cual no ha superado el 50% desde que se que convirtió en burgomaestre de la capital peruana, en enero de 2011.
Los prorrevocadores han sido acusados por quienes rechazan el proceso de revocación de promover una campaña sucia, y la respuesta de los opositores fue «se intenta manchar su imagen para que cada vez más personas apoyen a la alcaldesa».
El principal promotor de la revocación, Marco Tulio Gutiérrez, ha sido también tildado por muchos oficialistas a la alcaldesa de mafioso y/o corrupto, adjetivos que él mismo ha desestimado. Han sido controversiales los intereses personales de Gutiérrez, así como la cercanía de este con el exalcalde de Lima Luis Castañeda Lossio. Gutiérrez se ha declarado a favor de que Castañeda Lossio retorne a su cargo.
El 17 de enero de 2013, un grupo de ciudadanos opositores a la alcaldesa, acompañados de exalcaldes de distritos limeños y Marco Tulio Gutiérrez intentaron colocar un arreglo floral cerca de la Municipalidad de Lima, en el monumento del último curaca de Lima, Taulichusco, en el marco del aniversario de la capital, pero fueron atacados por otro grupo, que eran oficialistas a la alcaldesa, impidiéndoles colocar el adorno.
En febrero de 2013, Gutiérrez se negó a retirar los paneles donde tilda a la alcaldesa de «incapaz». El Jurado Electoral Especial de Lima (JEEL) lo conminó a sacar estos carteles por considerarlos parte de una publicidad ofensiva.
El partido político, Solidaridad Nacional creó su propia campaña para promover el voto por el Sí.
Personajes que apoyaron una eventual salida de la autoridad edil son el expresidente, Alan García Pérez; el exalcalde de Lima, Luis Castañeda Lossio; el hijo de este, Luis Castañeda Pardo, quien fue regidor de la municipalidad limeña; el alcalde del distrito de Lince, la alcaldesa del distrito de Villa María del Triunfo; el exalcalde del distrito de Barranco, Antonio Mezarina, el del distrito de Surquillo, Gustavo Sierra; el excandidato a la alcaldía de Lima, Humberto Lay; los parlamentarios, Javier Velásquez Quesquén y Mauricio Mulder, los ex parlamentarios, Mercedes Cabanillas, Nidia Vílchez, Jorge del Castillo y Martha Moyano y el periodista, Aldo Mariátegui.
En los partidos políticos respaldan la revocatoria, la mayoría en la Alianza Popular Revolucionaria Americana, en Solidaridad Nacional (este ha creado su campaña independiente en favor de la revocatoria), en Restauración Nacional, una minoría en el Partido Popular Cristiano, en Alianza por el Gran Cambio, en Somos Perú y en Acción Popular.
Asociaciones como la Asociación Nacional de Fonavistas de los Pueblos del Perú también apoyaron mayoritariamente al proceso de revocación.

#### Audios de Castañeda Lossio
El 15 de marzo, la periodista Rosa María Palacios presentó en su programa audios que confirman la participación del exalcalde de Lima Luis Castañeda Lossio detrás de la campaña por el "Sí" a la revocatoria. Los audios difundidos revelaron que Castañeda organizó campaña del "Sí" y dio órdenes a seguir en tal campaña.

### Campaña antirrevocatoria: por el No
La campaña de apoyo a la alcaldesa está dirigida por la ex parlamentaria, Anel Townsend, se llama "Rostros y voces por el No" y se inició el 12 de diciembre de 2012. Sus argumentos para defender la permanencia de Villarán en la alcaldía son las obras que se están ejecutando; también se resalta la reforma del transporte, que de ser culminada reduciría el caótico tráfico vehicular de Lima, y la elevada cantidad de dinero que se perdería durante y después del proceso de revocación.
Si bien la alcaldesa no pidió licencia, participó en la campaña por el No en los ratos libres de su función edil, al estimar que se trataba de una «defensa democrática».
Los partidos políticos Somos Perú, Alianza para el Progreso, el Partido Nacionalista Peruano, Acción Popular y el Partido Popular Cristiano (PPC) se han pronunciado en contra de la revocatoria y apoyan la campaña del No.
Entre los personajes que apoyan a la alcaldesa para que continúe en su cargo se encuentra el presidente de la República, Ollanta Humala; su padre, Isaac Humala; Lourdes Flores, quien fue derrotada por Villarán en las elecciones municipales de Lima de 2010; el expresidente, Alejandro Toledo; el excandidato presidencial Pedro Pablo Kuczynski; el premio Nobel de Literatura Mario Vargas Llosa; el escritor Santiago Roncagliolo; el pintor Fernando de Szyszlo; y el líder histórico del Partido Popular Cristiano, Luis Bedoya Reyes.
Muchos artistas y deportistas peruanos se pronunciaron en contra de la revocatoria, tales como la cantante y exministra de Cultura Susana Baca, el Decano del Colegio Médico del Perú, Juan Villena, la boxeadora Kina Malpartida, el deportista Paolo Guerrero, la actriz Mónica Sánchez.
Personalidades en contra de la revocatoria:
| - Susana Baca - Claudia Dammert - Mónica Sánchez - Gustavo Bueno Wunder - Jason Day - Ebelin Ortiz - Christian Thorsen - Kina Malpartida - Magaly Solier - Magdyel Ugaz - Pierina Carcelén - Julio Andrade - Amanda Portales - Pachi Valle-Riestra - Eusebio Grados - George Forsyth - William Luna - Pelo Madueño - Julio Pérez Luyo | - Claudia Cisneros - Fernando de Szyszlo - Santiago Roncagliolo - Fernando Rospigliosi - Max Hernández - José Tola - José Ugaz - Ramiro Llona - Víctor Delfín - Salomón Lerner Febres - Antonio Zapata Velasco - Gonzalo Rodríguez Larraín |

## Debate
El debate entre las ideas de los promotores del "Sí" y del "No" se citó el 10 de marzo de 2013. A las 8:00 p. m. se inició la denominada "exposición de motivos", con la participación de Patricia Juárez, quien fue la única representante del Sí. Mientras por el lado del No estuvieron Eduardo Zegarra, Marisa Glave, Pablo Secada y Felipe Castillo. La cita fue en la sede del Jurado Electoral Especial de Lima ubicado en el jirón Nazca - Jesús María.
El debate tenía previsto durar alrededor de una hora y media, sin embargo, no pasó de la hora y 15 minutos pues los representantes del Sí no asistieron. La única vocera del Sí presente, Patricia Juárez, no la dejaron participar y abandonó el debate retirándose de local antes de tiempo. 
Durante el debate, tal como dictaban las reglas, cada vez que tocaba el turno de los revocadores se mantuvo respetuoso silencio el tiempo de duración del turno mientras las cámaras enfocaban el podio vacío. En la última ronda del debate se obvió esta regla y se dio por terminado el debate.
Según Marco Tulio Gutiérrez, «Probablemente, el problema del debate, la poca claridad que hubo en explicar a la ciudadanía por qué no estábamos completos en el podio [solo asistió una expositora], puede habernos pasado una factura». A pesar de no asistir al debate los expositores a favor de la revocatoria dieron entrevistas a otros canales de televisión que no emitían el debate, en horario simultáneo e inmediatamente posterior al debate.

## Encuestas
| Empresa     | Fecha de publicación |       |       | Indecisos |
| ----------- | -------------------- | ----- | ----- | --------- |
| Idice       | 4-nov-2012           | 58,1% | 33,3% | 8,6%      |
| CPI         | 14-feb-2013          | 56,7% | 36,9% | 6,4%      |
| Idice       | 17-feb-2013          | 59,8% | 40,2% | -         |
| Ipsos Apoyo | 17-feb-2013          | 56%   | 38%   | -         |
| Datum       | 17-feb-2013          | 47%   | 45%   | 8%        |
| CPI         | 23-feb-2013          | 50,6% | 42,4% | 7%        |
| Ipsos Apoyo | 24-feb-2013          | 54,5% | 45,5% | -         |
| GFK         | 24-feb-2013          | 57%   | 43%   | -         |
| Idice       | 24-feb-2013          | 52,8% | 35,6% | 11,6%     |
| IMA         | 9-mar-2013           | 39,4% | 45,5% | 15,1%     |

## Resultados

### Sumario general
| Alcalde y regidores  | Alcalde y regidores           | Voto popular | Voto popular | Voto popular | Voto popular | Voto popular    | Voto popular    | Voto popular | Voto popular |
| Alcalde y regidores  | Alcalde y regidores           |              |              |              |              | Votos en blanco | Votos en blanco | Votos nulos  | Votos nulos  |
| Alcalde y regidores  | Alcalde y regidores           | Votos        | %            | Votos        | %            | Votos en blanco | Votos en blanco | Votos nulos  | Votos nulos  |
| Alcalde y regidores  | Alcalde y regidores           | Votos        | %            | Votos        | %            | Votos           | %               | Votos        | %            |
| -------------------- | ----------------------------- | ------------ | ------------ | ------------ | ------------ | --------------- | --------------- | ------------ | ------------ |
|                      | Susana Villarán de la Puente  | 2,431,807    | 45.69        | 2,548,791    | 47.89        | 144,215         | 2.71            | 197,408      | 3.71         |
|                      | Eduardo Zegarra Méndez        | 2,360,579    | 44.35        | 2,294,304    | 43.11        | 450,119         | 8.46            | 217,219      | 4.08         |
|                      | Marisa Glave Remy             | 2,353,230    | 44.22        | 2,285,023    | 42.93        | 466,582         | 8.77            | 217,386      | 4.08         |
|                      | Rafael García Melgar          | 2,345,751    | 44.07        | 2,278,185    | 42.81        | 483,801         | 9.09            | 214,484      | 4.03         |
|                      | Víctor Ramírez Cifuentes      | 2,343,066    | 44.02        | 2,271,850    | 42.69        | 491,816         | 9.24            | 215,489      | 4.05         |
|                      | Zoila Reátegui Barquero       | 2,336,400    | 43.90        | 2,271,134    | 42.67        | 497,640         | 9.35            | 217,047      | 4.08         |
|                      | Luis Valer Coronado           | 2,341,132    | 43.99        | 2,254,401    | 42.36        | 503,389         | 9.46            | 223,299      | 4.20         |
|                      | Marco Zevallos Bueno          | 2,330,520    | 43.79        | 2,260,039    | 42.46        | 510,160         | 9.59            | 221,502      | 4.16         |
|                      | Marcial Velásquez Ramos       | 2,325,192    | 43.69        | 2,256,765    | 42.40        | 519,106         | 9.75            | 221,158      | 4.16         |
|                      | Victoria de Sotomayor Cotrado | 2,321,398    | 43.62        | 2,257,058    | 42.41        | 524,908         | 9.86            | 218,857      | 4.11         |
|                      | Luisa Martínez Cornejo        | 2,314,745    | 43.49        | 2,254,657    | 42.36        | 530,163         | 9.96            | 222,656      | 4.18         |
|                      | Dora Hernando Sánchez         | 2,310,662    | 43.42        | 2,252,663    | 42.33        | 537,265         | 10.09           | 221,631      | 4.16         |
|                      | Inés Rodríguez Velásquez      | 2,308,359    | 43.37        | 2,249,509    | 42.27        | 543,419         | 10.21           | 220,934      | 4.15         |
|                      | José Esteves Robles           | 2,308,659    | 43.38        | 2,241,661    | 42.12        | 550,272         | 10.34           | 221,629      | 4.16         |
|                      | Mónica Erazo Trujillo         | 2,301,030    | 43.23        | 2,245,216    | 42.19        | 555,337         | 10.43           | 220,638      | 4.15         |
|                      | Manuel Cárdenas Muñoz         | 2,298,607    | 43.19        | 2,238,177    | 42.05        | 563,251         | 10.58           | 222,186      | 4.17         |
|                      | Cayo Tito Quillas             | 2,310,885    | 43.42        | 2,226,520    | 41.83        | 566,980         | 10.65           | 217,836      | 4.09         |
|                      | Olga Morán Araujo             | 2,294,196    | 43.11        | 2,236,220    | 42.02        | 573,118         | 10.77           | 218,687      | 4.11         |
|                      | Ronald Gonzáles Pineda        | 2,290,098    | 43.03        | 2,231,116    | 41.92        | 579,733         | 10.89           | 221,274      | 4.16         |
|                      | Libertad Rojas Bruckmann      | 2,279,034    | 42.82        | 2,223,533    | 41.78        | 587,533         | 11.04           | 232,121      | 4.36         |
|                      | Pedro López-Torres Tubbs      | 2,187,999    | 41.11        | 2,181,629    | 40.99        | 712,051         | 13.38           | 240,542      | 4.52         |
|                      | Hernán Núñez Gonzáles         | 2,169,000    | 40.75        | 2,174,300    | 40.85        | 747,200         | 14.04           | 231,721      | 4.35         |
|                      | Walter Guillén Castillo       | 2,154,070    | 40.47        | 2,183,912    | 41.03        | 754,369         | 14.17           | 229,870      | 4.32         |
|                      | Jaime Salinas López-Torres    | 2,167,292    | 40.72        | 2,168,569    | 40.75        | 755,600         | 14.20           | 230,760      | 4.34         |
|                      | Edgardo de Pomar Vizcarra     | 2,144,836    | 40.30        | 2,182,506    | 41.01        | 760,776         | 14.29           | 234,103      | 4.40         |
|                      | José Danos Ordóñez            | 2,169,235    | 40.76        | 2,158,792    | 40.56        | 762,740         | 14.33           | 231,454      | 4.35         |
|                      | Mónica Saravia Soriano        | 2,139,833    | 40.21        | 2,185,507    | 41.06        | 766,871         | 14.41           | 230,010      | 4.32         |
|                      | Jorge Villena Larrea          | 2,139,278    | 40.20        | 2,182,570    | 41.01        | 769,666         | 14.46           | 230,707      | 4.33         |
|                      | Pilar Freitas Alvarado        | 2,140,377    | 40.22        | 2,186,073    | 41.07        | 772,471         | 14.51           | 223,300      | 4.20         |
|                      | Pablo Secada Elguera          | 2,138,762    | 40.19        | 2,179,867    | 40.96        | 774,967         | 14.56           | 228,625      | 4.30         |
|                      | Luis Castañeda Pardo          | 2,285,193    | 42.94        | 2,020,854    | 37.97        | 749,451         | 14.08           | 266,723      | 5.01         |
|                      | Teresa Cánova Sarango         | 2,137,531    | 40.16        | 2,174,790    | 40.86        | 779,049         | 14.64           | 230,851      | 4.34         |
|                      | Alberto Valenzuela Soto       | 2,139,985    | 40.21        | 2,176,361    | 40.89        | 781,864         | 14.69           | 224,011      | 4.21         |
|                      | Óscar Ibáñez Yagui            | 2,137,264    | 40.16        | 2,176,098    | 40.89        | 784,360         | 14.74           | 224,499      | 4.22         |
|                      | Luis Calvimontes Barrón       | 2,137,205    | 40.16        | 2,172,572    | 40.82        | 786,220         | 14.77           | 226,224      | 4.25         |
|                      | Rubén Gavino Sánchez          | 2,138,480    | 40.18        | 2,174,501    | 40.86        | 788,137         | 14.81           | 221,103      | 4.15         |
|                      | Iván Becerra Hurtado          | 2,137,268    | 40.16        | 2,171,652    | 40.80        | 790,161         | 14.85           | 223,140      | 4.19         |
|                      | Germán Aparicio Lembcke       | 2,134,975    | 40.11        | 2,168,412    | 40.74        | 791,690         | 14.88           | 227,144      | 4.27         |
|                      | Fernán Altuve-Febres Lores    | 2,153,641    | 40.47        | 2,155,014    | 40.49        | 787,701         | 14.8            | 225,865      | 4.24         |
|                      | Felipe Castillo Oliva         | 2,139,097    | 40.19        | 2,159,497    | 40.58        | 792,612         | 14.89           | 231,015      | 4.34         |
| Total                | Total                         | 5,322,221    | 5,322,221    | 5,322,221    | 5,322,221    | 5,322,221       | 5,322,221       | 5,322,221    | 5,322,221    |
| Votantes registrados | Votantes registrados          | 6,358,317    | 6,358,317    | 6,358,317    | 6,358,317    | 6,358,317       | 6,358,317       | 6,358,317    | 6,358,317    |
| Fuente: Infogob      |                               |              |              |              |              |                 |                 |              |              |

## Eventos posteriores

### Elecciones municipales de Lima de 2013
Las nuevas elecciones municipales de Lima del 2013 se realizaron el domingo 24 de noviembre para elegir a los nuevos regidores los cuales fueron revocados en la consulta popular de revocatoria del mandato de autoridades de la Municipalidad Metropolitana de Lima que fue realizada el domingo 17 de marzo. Fueron electos 7 regidores por el Partido Popular Cristiano, 6 regidores por Somos Perú, 2 regidores por Perú Posible, 2 regidores por Siempre Unidos, 2 regidores por Acción Popular, 2 regidores por Tierra y Dignidad, y un regidor por el Partido Humanista Peruano.